# دوري كرة القدم الإنجليزي 1909–10
دوري كرة القدم الإنجليزي 1909–10 هو موسم من دوري كرة القدم الإنجليزي. أقيم خلال الفترة 1 سبتمبر 1909 وحتى 30 أبريل 1910، وفاز فيه أستون فيلا.